# Ib Tollberg
Carl Ib Tollberg, född 9 december 1911 i Furulund, Lackalänga socken, Malmöhus län, död 26 juli 1984 i Helsingborg, var en svensk målare och tecknare.
Han var son till vävaren Carl Herman Tollberg och Augusta Widh och från 1944 gift med Si Schager. Tollberg utbildade sig till konditor 1926–1928. Vid något tillfälle stötte han på Ernst Norlind som behövde en modell för några grafiska blad. Bekantskapen och modelljobbet på Borgeby slott ledde till att Tollberg blev intresserad att skapa egna verk. Han blev därmed Nordlinds första och enda konstelev. Därefter studerade han vid Skånska målarskolan i Malmö 1941 och för Simon Sörman vid Académie Libre i Stockholm 1945–1946. Separat ställde han ut i bland annat Malmö och Olofström. Tillsammans med Fabian Lundqvist ställde han ut i Helsingborg 1944 och han medverkade i Sveriges allmänna konstförenings höstsalong i Stockholm 1940, Värmlands konstförenings utställning på Värmlands museum 1948 och sedan mitten av 1950-talet i en rad av Helsingborgs konstförenings vårsalonger och Nordvästra Skånes konstnärsklubbs höstsalonger i Helsingborg. Hans konst består av figurmotiv, religiösa kompositioner, stilleben landskapsskildringar samt några porträtt utförda i olja, akvarell eller i form av teckningar. Tollberg är representerad vid Malmö museum, Helsingborgs museum samt den Edstrandska samlingen i Malmö.